# HD 84542
HD 84542，又名BD+07 2181，SAO 117898、HR 3876，是一颗恒星，视星等为5.79，位于銀經229.14，銀緯41.59，其B1900.0坐标为赤經9h 40m 53.5s，赤緯+7° 41.59′ 13″。